# Rudolf Börsch
Rudolf Otto Evgenjowitsch Börsch (* 6. Mai 1893 in Frankfurt am Main; † 25. Mai 1915 in Przemyśl, Galizien) war ein deutscher Zeichner und Schriftsteller. Seine schriftstellerischen Arbeiten lassen sich dem literarischen Expressionismus zuordnen.

## Leben
Rudolf Börsch war der Sohn von Anna Ehlers (1865–1932) und Eugen Börsch (1859–1934), der von 1895 bis 1929 als kirchlicher Schulinspektor in Eschersheim tätig war. Börschs jüngere Schwester Lili Börsch (1896–?) trat in den 1950er-Jahren mit der Veröffentlichung des Buches Es weihnachtet sehr als Kinderbuchautorin in Erscheinung. Börsch selbst studierte in Berlin und war mitunter mit Wieland Herzfelde, Paul Scheerbart und Else Lasker-Schüler befreundet. Letztgenannte machte ihn mit dem Schriftsteller Paul Zech bekannt.
Zusammen mit Heinz Barger und Friedrich Hollaender gab Börsch von März bis August 1914 die Zeitschrift Neue Jugend. Eine Zeitschrift für moderne Kunst und jungen Geist heraus, in der auch Gedichte und Prosatexte Börschs abgedruckt worden sind. Im selben Jahr fertigte der expressionistische Grafiker und Maler Jakob Steinhardt eine Zeichnung von Rudolf Börsch an, die den Titel Porträt eines Dichters trägt. In den wenigen Texten, die von Börsch überliefert sind, wird Börschs Bezugnahme auf die Strömung des literarischen Expressionismus deutlich. In Börschs Gedicht Ekstase der Sehnsucht erkennt der Literaturwissenschaftler Moritz Baßler „so etwas wie eine Quintessenz jener expressionistischen Prosa, für deren zeitgenössische Kühnheit man heute, nach dem Durchgang durch die literarischen Experimente des 20. Jahrhunderts, womöglich erst wieder Gespür entwickeln muß.“
Bei Ausbruch des Ersten Weltkrieges zog Börsch freiwillig als Soldat in den Krieg und starb der Inschrift der Totentafel zufolge am 25. Mai 1915, vermutlich in Galizien. Nicht gesichert gilt, ob Börsch den Freitod wählte oder in einem Gefecht fiel: In einem Brief an Börschs Vater erwähnte Barger den Todesumstand der Selbsttötung, von dem auch Hans Jacob ausging, der die Selbsttötung Börschs darauf zurückführte, dass Börschs Ziel gewesen sei, auf diese Weise keine französischen Freunde im Gefecht töten zu müssen. Franz Pfemferts Zeitschrift Die Aktion veröffentlichte posthum einige Texte Börschs aus dessen Nachlass, ebenso wie Alfred Richard Meyer in seinem lyrischen Flugblatt Der neue Frauenlob.

## Nachlass
Der Nachlass von Rudolf Börsch ist weitestgehend verloren gegangen. Als gesichert gilt, dass Barger die sich in seinem Besitz befindenden Bücher Börschs an Johannes R. Becher übergab, den er anwies, die Bücher an Börschs Vater zu schicken. Becher gab die Bücher Börschs allerdings laut eigener Aussage an Walter Rheiner-Schnorrenberg, einem damaligen Freund Bechers, weiter, der die Bücher in einer Buchhandlung verkauft habe, anstatt diese an Börschs Vater zu senden. In einem Gespräch mit Barger stritt Rheiner-Schnorrenberg den von Becher geschilderten Ablauf jedoch ab, weshalb der Verbleib des Nachlasses von Börsch unaufgeklärt bleibt.

## Veröffentlichungen (Auswahl)
- „Revolution.“ In: Die Aktion, 4. Jg., 1914, Heft 20, 16. Mai 1914, Spalte 427
- „Traum.“ In: Die Aktion, 6. Jg., 1916, Heft 1/2, 8. Januar 1916, Spalte 23/24
- „Ekstase der Sehnsucht.“ In: Die Aktion, 6. Jg., 1916, Heft 13, 25. März 1916, Spalte 193
- „Angst.“ In: Die Aktion, 6. Jg., 1916, Heft 31/32, 5. August 1916, Spalte 435/436